# 神奈延年
神奈延年（日语：／ Kanna Nobutoshi，1968年6月10日—），日本男性配音員、旁白、演員、歌手。青二Production所屬。
出身於東京都品川區。身高170cm。A型血。本名和舊藝名：林延年（日语：／ Hayashi Nobutoshi）。

## 簡介
童星出身。經歷日本兒童、副多事務所之後，從劇團青社轉往青二Production。
為人熟悉的代表配音作品有動畫《超時空要塞7》主角熱氣·巴薩拉、《火影忍者》系列的藥師兜、《純情羅曼史》的草間野分、《閃靈二人組》主角美堂蠻、《Fate》系列的Lancer、《劍風傳奇烙印戰士》主角凱茲、《聖石小子》的傑剛、《PROJECT ARMS》的高槻涼、《小婦人物語 南與喬老師》的丹·基恩、《足球風雲》的白石健二、《羅德斯島戰記 -英雄騎士傳-》主角帕恩、《機甲警察金屬傑克》主角神崎健、《卒業M》的中本翔、《灌籃高手》的大楠雄二、潮崎哲士與神宗一郎、《夢幻遊戲》的翼宿、《忍者亂太郎》的七松小平太、《BLEACH》的諾伊特拉·吉爾加；遊戲（含改編動畫）《真·三國無雙》系列的曹丕、《校園剋星》的井之原真人、《超級機器人大戰》系列的亞克賽爾·阿爾瑪《音速小子》系列的納克魯斯、《安琪莉可》系列的風之守護聖藍迪等。

### 經歷、人物
神奈從3歲時以童星身分出道，拍過廣告及電影。國中時期為了專注學業而休業。高中畢業之前原本要考大學，落榜後接受朋友建議一起去觀賞芝居以轉換心情，此時他看到劇團青杜的傳單正在徵求演員，加入了劇團青杜。並在因緣際會下從舞台演員轉行投入配音事業同時加入青二Production。
1991年，神奈以電視動畫《勇者鬥惡龍》（聲演弗蘭克王子）在配音業界出道。
2000年1月1日，將藝名改為「神奈延年」。因為「神奈」與工匠切削木頭用的刨刀（日文為「鉋」）發音相同，含義為像刨子一樣打磨演技以及自身。「神奈」是在姓名鑑定裡決定的姓氏，其它列舉的還有「藏門（日语：蔵門／くらかど）」等姓氏。
興趣有歌唱、彈吉他、閱讀。

### 特色
神奈自配音業界出道以來，大多為青年獻聲。並在《超時空要塞7》（熱氣·巴薩拉）、《劍風傳奇烙印戰士》（凱茲）、《閃靈二人組》（美堂蠻）等動畫主演。一方面在《音速小子》系列（納克魯斯）和《Fate/stay night》（Lancer）頻繁聲演主角的競爭對手。除了日本動畫和遊戲之外，他在海外電影和電視影集進行日語配音也有廣泛參與。

### 交友關係、歌手活動
藝名林延年時期，神奈與同事務所同事田中一成2人一起組成音樂組合「LIPPERS」。稍早，神奈見到田中的第一印象是「眼神兇惡的傢伙」，但是田中則用爽快的語氣答應，2人卻因此意氣相合地組成。在演唱會舞台上田中曾用的發音做介紹。另外在2007年，神奈與《超時空要塞7》時期結識的友人福山芳樹組了一個叫「福神」的團體。
還有，跟神奈同時期出道的綠川光除了2人同年出生之外，也是雙方彼此認可的對手和好友。一方面曾跟綠川、石川英郎、置鯰龍太郎、阪口大助共5人一起組成聲優組合「E.M.U」。
神奈本身很喜歡開車。因為在開車時，能激發出歌詞填寫和作曲的靈感。

## 演出
粗體字表示主要角色。

### 電視動畫
1991年
- 機甲警察金屬傑克（神崎健、下集預告旁白）
- 勇者鬥惡龍（弗蘭克王子）
- 校園七大不可思議神秘事件（日语：ハイスクールミステリー学園七不思議）（太郎）
- 閃電霹靂車（片桐誠、雷恩·安哈特）

1992年
- 奇天烈大百科（男孩子A、野島）
- 金肉人 金肉星王位爭奪篇（傑羅尼莫（日语：ジェロニモ (キン肉マン)））
- 蠟筆小新（電視聲音、便當店老闆）
- 小小男子漢（不良A、花村）
- 大草原上的小天使 灌叢嬰猴（基德）
- 超仙魔大戰（水晶天使、賭博機器人、惡魔兵、天使、黑騎士）
- 超電動機械人 鐵人28號FX（播報員）
- 勇者傳說達鋼（神鷹戰士／空中四體合體飛馬戰士）
- 美少女戰士（警備員）
- 超時空保姆（敵1）

1993年
- 足球風雲（白石健二[4]）
- 奇天烈大百科（片平）
- 劍勇傳說YAIBA（男學生A）
- GS美神（同學、監視兵、木乃伊）
- 秀逗泰山阿達♡（麥克·可根）
- 灌籃高手（大楠雄二、潮崎哲士、石井健太郎）
- 小小男子漢（新郎、男）
- 七龍珠Z（強盜、年輕人、圍觀者A）
- 美少女戰士R（職員）
- 家有賤龍（加山大將[5]）
- 小婦人物語 南與喬老師（丹·基恩[6]）

1994年
- 足球小將翼J（城山教練、吉川晃司）
- 灌籃高手（神宗一郎、永野滿）
- 超變身俏妞（日语：超くせになりそう）（野坂昭）
- 超時空要塞7（熱氣巴薩拉）
- 勇者警察（公平）

1995年
- 小紅豆（東條克也）
- 世界名作童話系列 Wao！童話王國（日语：世界名作童話シリーズ ワ〜ォ!メルヘン王国）（王子、阿拉米斯）
- 夢幻遊戲（翼宿）

1996年
- 妖精狩獵者（尤里）
- 機動新世紀鋼彈X（貝魯諾）
- 勇者指令達古王（吸收宇宙人吉拉德星人）

1997年
- 金田一少年之事件簿（巽龍之介）
- 小豬萬萬歲（黑豬）
- 劍風傳奇烙印戰士（凱茲）
- 中華一番！（雷恩[7]）
- 超魔神英雄傳（多納魯卡米·多蘭）

1998年
- 餓沙羅鬼（陶觀卓郎、士兵B、書生、主播）
- 金田一少年之事件簿（陣間剛史、河野）
- Generator Gawl（日语：ジェネレイターガウル）（迦瓦魯）
- 時空偵探（達蒙）
- DT戰士（日语：DTエイトロン）（羅索）
- 忍者乱太郎（七松小平太）
- 炸彈人 彈珠人爆外傳（偶像寶、黑暗王子／傑克）
- 羅德斯島戰記 -英雄騎士傳-（帕恩（日语：パーン (ロードス島戦記)））
- 幸運騎士L（日语：フォーチュン・クエストL）（尤力亞諾／怪盗拉爾卡）

1999年
- 伊索世界（夫迦、彼得）
- COLORFUL（日语：COLORFUL (漫画)）（廣川）
- 極道君漫遊記（日语：ゴクドーくん漫遊記）（巴克）
- 格鬥小霸王（博伊爾）
- 週刊故事樂園（日语：週刊ストーリーランド）（哲也）
- 宇宙戰艦山本洋子（的）
- 天使不設防！（加布里埃爾）

2000年
- 犬夜叉（飛天）
- 週刊故事樂園（忠八、高岡龍二、朝井浩一、社員）
- 勝負師傳說 哲也（老鷹）
- 第一神拳（小田裕介）
- 袖珍女侍小梅（山崎、廣播體操、南原騰太郎／Command Z）
- 神奇寶貝（佐竹）
- 名偵探柯南（古川浩二）

2001年
- 少年足球（日比野慶彥）
- 妙妙魔法屋（雪次郎）
- 銀河天使（格林）
- 人造人009 THE CYBORG SOLDIER（吉恩）
- 通靈王（李白龍[8]）
- 週刊故事樂園（宮本健介、刑事、青年、野野村、高木和幸）
- 忍者亂太郎（糰子屋）
- 最終幻想：無限 ～異界之章（黑風）
- PROJECT ARMS（高槻涼）
- 神奇寶貝（布拉特·奇塔歐）
- 魔力女管家（旁白）
- 聖石小子（傑剛）
- 名偵探柯南（福山祿郎）

2002年
- 閃靈二人組（美堂蠻）
- 東京喵喵（派）
- 哆啦A夢 (大山羨代版)（山姆）
- 火影忍者（藥師兜）
- 爆鬥宣言大鋼彈（「機動大盜賊」猛虎丸[9]、「從風雪中誕生的冷血賢者」龍之冰霜[9]）
- 魔力女管家 ～更美麗的事物～（美里優〈成年〉）
- 名偵探柯南（立川正人）

2003年
- GAD GUARD（司機）
- 音速小子X（納克魯斯）
- 忍者亂太郎（剣豪）
- 惑星奇航（列昂諾夫、寧、記者）
- 冒險遊記Pluster World（ザガリアン）
- 名偵探柯南（松田陣平[[[Wikipedia:格式手册/链接#章節|錨點失效]]]）

2004年
- 詩∽片（藤堂繪委）
- 吟遊默示錄（トルグラー）
- KURAU Phantom Memory（日语：KURAU Phantom Memory）
- 魔法少年賈修（玄宗）
- 混沌武士（衣笠）
- tactics（誠一）
- 變形金剛：超能連結（防衛參謀消防車、衛星參謀震盪波、六面獸、星帝宇宙大帝）
- 神奇寶貝 Side Story（剛）

2005年
- AIR（柳也[10]）
- 遊☆戲☆王 怪獸之決鬥GX（年輕的影丸）

2006年
- 犬神！（大妖狐〈人態〉）
- 天使心（黑幫若頭福留裕司、福留祐介的弟弟）
- Keroro軍曹（星人）
- 戀愛天使安琪莉可 ～心甦醒之時～（風之守護聖藍迪）
- 彩雲國物語（鄭悠舜）
- 009-1（諾曼）
- 哆啦A夢 (水田山葵版)（王子）
- Fate/stay night（Lancer）
- BLACK CAT（利巴·薩斯托利）
- 怪傑佐羅利（カッチーナ）
- 名偵探柯南（建井文吾）
- 流星之洛克人（席格納斯）

2007年
- 蠟筆小新（イヤン·スープ）
- 戀愛天使安琪莉可 ～閃耀的明日～（風之守護聖藍迪）
- 少年陰陽師（安倍成親）
- 殭屍借貸（赤月悠利）
- 火影忍者疾風傳（藥師兜）
- 忍者亂太郎（上級生）
- Baccano！（羅尼·斯奇亞多）
- BLEACH（諾伊特拉·吉爾加）
- 神奇寶貝不可思議迷宮 時間探險隊·黑暗探險隊（日语：ポケモン不思議のダンジョン 時の探検隊・闇の探検隊#テレビアニメ）（龍蝦小兵）
- 名偵探柯南（小田原鐵二）

2008年
- 我們這一家（消防戰士）
- 淘氣小親親（鴨狩啟太）
- Keroro軍曹（ムーカイ）
- 屍姬 赫（本多）
- 純情羅曼史（草間野分）
- 純情羅曼史2（草間野分）
- SOUL EATER（ギリコ）
- 旁邊的兒童 我的火腿組（日语：はたらキッズ マイハム組）

2009年
- 我們這一家（木工）
- 屍姬 玄（本多）
- 地獄少女 三鼎（菊池雪彥）
- 哆啦A夢 (水田山葵版)（王子大人）
- 神奇寶貝不可思議迷宮 空之探險隊·最後的冒險（日语：ポケモン不思議のダンジョン 時の探検隊・闇の探検隊#ポケモン不思議のダンジョン 空の探検隊 時と闇をめぐる最後の冒険）（龍蝦小兵）

2010年
- 逆轉監督（持田）
- 超級機械人大戰OG -The Inspector-（亞克賽爾·阿爾瑪[11]）

2011年
- 罪惡王冠（噓界·巴魯茲·誠[12]）
- 數碼寶貝合體戰爭 邪惡的死亡指揮官與七個王國（艾可薩獸）
- 天才黃金腦 ～神之謎（Crash）

2012年
- 頭文字D Fifth Stage（小柏海）
- Campione 弒神者！～不順從之神與弒神的魔王～（珀爾修斯）
- Smile 光之美少女！（綠川直的父親〈綠川源次〉）
- 聖鬥士星矢Ω（飛魚座阿爾戈）
- 李洛克的青春全力忍傳（藥師兜／兜衛門）
- 戰鬥陀螺 鋼鐵奇兵 ZERO G（鬼崎惡矢）
- 校園剋星（井之原真人）

2013年
- 鋼彈創戰者（萊納·裘瑪）
- 向銀河開球（莫尼）
- 名偵探柯南（柴垣東一郎）
- 校園剋星 ～Refrain～（井之原真人[13]）

2014年
- 我，要成為雙馬尾（罪惡蝸牛）
- Fate/stay night [Unlimited Blade Works]（Lancer[14]）

2015年
- 純情羅曼史3（草間野分）

2016年
- 影鰐 -KAGEWANI- 承（甲斐博士、通行人、研究員、部族士兵）
- 在下坂本，有何貴幹？（劉）
- 昭和元祿落語心中（初代助六）
- 決鬥大師VSRF（Dokindam X）
- 忍者亂太郎（村人）
- Fate/Grand Order -First Order-（庫丘林）

2017年
- BORUTO -火影新世代- NARUTO NEXT GENERATIONS-（藥師兜）
- 七龍珠超（薩奧奈爾）

2018年
- 錢進球場（土手來丈）
- 哆啦A夢 (水田山葵版)（Mighty Man）

2019年
- 笑容的代價（哈羅德·米勒[15]）

2020年
- 怕痛的我，把防禦力點滿就對了（多拉古、骷髏王）

2021年
- 鍵等（井之原真人、柳也）
- 名偵探柯南 警察學校篇 Wild Police Story（松田陣平）

2022年
- 數碼寶貝幽靈遊戲（海豹龍獸）

2023年
- 怕痛的我，把防禦力點滿就對了2（多拉古[16]）
- 泡泡糖忍戰（半藏）
- 其實，我是最強的？（強尼[17]）
- 狩龍人拉格納（未來拉格納[18]）
- MF GHOST 燃油車鬥魂（小柏海[19]）

2024年
- MF GHOST 燃油車鬥魂（第2期）（小柏海[20]）

2025年
- #空帕斯2.0：陣地攻防戰（伊斯打卡[21]）

### 電影動畫
1993年
- 深海的童話（日语：遠い海から来たCOO）（機師）

1993年
- 七龍珠Z：燃燒!! 熱戰、烈戰、超激戰（日语：ドラゴンボールZ 燃えつきろ!!熱戦・烈戦・超激戦）（巴拉卡斯的部下、試驗官）

1994年
- 劇場版 足球風雲（白石健二）
- J聯賽的享受100倍快樂的方法!!（日语：Jリーグを100倍楽しく見る方法!!）
- 劇場版 灌籃高手（日语：スラムダンク (1994年の映画)）（大楠雄二、潮崎哲士）
- 灌籃高手：稱霸全國！櫻木花道（日语：スラムダンク 全国制覇だ! 桜木花道）（大楠雄二）

1995年
- 灌籃高手：湘北最大的危機！燃起鬥志的櫻木花道（日语：スラムダンク 湘北最大の危機! 燃えろ桜木花道）（大楠雄二）
- 灌籃高手：咆哮籃球員靈魂！花道和流川的灼熱夏季（日语：スラムダンク 吠えろバスケットマン魂!! 花道と流川の熱き夏）（大楠雄二、潮崎哲士、石井健太郎）
- 超時空要塞7：銀河在呼喚我！（熱氣巴薩拉）

2001年
- 頭文字D Third Stage（小柏海）
- 蠟筆小新：風起雲湧 猛烈！大人帝國的反擊（英雄SUN）

2004年
- 犬夜叉：紅蓮的蓬萊島（龍羅）
- 名偵探柯南：銀翼的奇術師（警備員〈怪盜基德〉）

2005年
- 劇場版 AIR（柳也警備主任）

2007年
- 名偵探柯南：紺碧之棺（伊豆山太郎[22]）

2008年
- 劇場版 火影忍者疾風傳：牽絆（藥師兜）

2009年
- 名偵探柯南：漆黑的追跡者（澤村俊[23]）

2010年
- 蠟筆小新：我的超時空新娘（野原新之助〈大人〉）
- Fate/stay night Unlimited Blade Works（Lancer）

2011年
- 劇場版 忍者亂太郎：忍術學園全員出動之卷！（七松小平太[24]）

2013年
- 短暫和平「火要鎮」（番頭）

2014年
- PERSONA3 THE MOVIE #2 Midsummer Knight's Dream（隆也[25]）

2015年
- 攻殼機動隊 新劇場版（澤田功一）

2017年
- 劇場版 Fate/stay night [Heaven's Feel] I.presage flower（Lancer[26]）

2022年
- 名偵探柯南：萬聖節的新娘（松田陣平）

### OVA
1991年
- 銀河英雄傳說（卡爾·愛德華·拜耶爾藍〈第2代〉）
- 夢回綠園（青木）

1992年
- 超時空要塞II -LOVERS AGAIN-
- 閃電霹靂車（片桐誠、雷恩·安哈特）
- 閃電霹靂車11（片桐誠、雷恩·安哈特）
- Nozomi♡Witches（日语：のぞみウィッチィズ）（司葉遼太郎）

1993年
- 代紋TAKE2 第II章（日语：代紋TAKE2）（福永孝）
- 幸運騎士 在世間的幸運冒險者們（日语：フォーチュン・クエスト）（克萊·S·安德森）

1994年
- 湘南純愛組！（走真）
- 閃電霹靂車ZERO（片桐誠、雷恩·安哈特）
- B.B.FISH（日语：B.B.フィッシュ）（葉山潮）

1995年
- 奧美蒂III（克里斯·布朗）
- 天氣預報大姊姊（日语：お天気お姉さん (漫画)）（山岸稔）
- 3×3 EYES ～聖魔傳說～（ナパルバ）
- 超時空要塞7 Encore（熱氣巴薩拉）
- YAMATO2520（畢特、鮑柏）
- B&B★MASTER（佐山哲士）

1996年
- 閃電霹靂車 EARLYDAYS RENEWAL（片桐誠、雷恩·安哈特）
- 閃電霹靂車SAGA（片桐誠、雷恩·安哈特）
- Tattoon★Master（日语：タトゥーン★マスター）（B）
- 夢幻遊戲（翼宿）
- 我的真理美眉（日语：ぼくのマリー）（田中）
- Legend of Crystania（日语：クリスタニア）（馬西斯）

1997年
- 妖精狩獵者 −完全版−（尤里）
- 企業戦士YAMAZAKI（日语：企業戦士YAMAZAKI）（田代）
- 工業哀歌排球男孩（日语：工業哀歌バレーボーイズ）（赤木駿）
- 新湘南爆走族（日语：荒くれKNIGHT）（野口英男）
- CPU辣妹（日语：ぶっとび!!CPU）（倉田順平）
- 超時空要塞 Dynamite 7（熱氣巴薩拉）

1998年
- 閃電霹靂車SIN（片桐誠、雷恩·安哈特）
- HUNTER×HUNTER（雷歐力·帕拉丁奈特）[注 1]
- 危險調查員（吉他手B）

1999年
- 旭日艦隊（日语：旭日の艦隊）（理察·斯托西）
- Sorcerer1-2-3（日语：シーバス1-2-3）（幻味）
- 卒業M ～我們的嘉年華～（日语：卒業M）（中本翔）

2000年
- 安琪莉可 純白羽翼回憶錄（日语：アンジェリーク 天空の鎮魂歌）（風之守護聖藍迪）

2001年
- 安琪莉可 ～從聖地獻上愛～（日语：アンジェリーク トロワ）（風之守護聖藍迪）

2002年
- 頭文字D BATTLE STAGE（小柏海）
- 聖鬥士星矢 冥王黑帝斯十二宮篇（日语：聖闘士星矢 冥王ハーデス編）（水瓶座卡妙）

2006年
- 機動戰士鋼彈SEED ASTRAY（買主）
- 聖鬥士星矢 冥王黑帝斯冥界篇（水瓶座卡妙）

2008年
- Switch（日语：Switch (naked apeの漫画)）（左腕）

2011年
- 幻想嘉年華（Lancer、養殖試作怪人「真中一」）

2012年
- 純情羅曼史（草間野分）[注 2]（草間野分）

2014年
- 校園剋星EX（井之原真人[27]）

2021年
- Fate/Grand Carnival（庫丘林〈Lancer〉、庫丘林〈Caster〉、庫丘林〔Alter〕、俄里翁）

### 網路動畫
2001年
- 怪醫黑傑克（間久部錄郎）

2007年
- 神奇寶貝不可思議的迷宮空之探險隊！（日语：ポケモン不思議のダンジョン 出動ポケモン救助隊ガンバルズ!）（耿鬼）

2015年
- 聖鬥士星矢 黃金魂 -soul of gold-（水瓶座卡妙）

2018
- 衛宮家今天的餐桌風景（Lancer[28]）

### 遊戲
- 頭文字D系列（小柏海）

1992年
- Xak I（日语：サーク）·II（日语：サークII）（劉恩·葛瑞德）

1993年
- A級雷電戰士 誕生篇（日语：Aランクサンダー 誕生編）（東峰夏彥／閃電殺手）
- 雙截龍II 復仇（吉米·李）[注 3]

1994年
- Xak III（日语：サークIII）（劉恩·葛瑞德）
- 吞食天地[注 3]
- POLICENAUTS（日语：ポリスノーツ）（麥可·賽特／鮑柏）

1995年
- 安琪莉可Special（日语：アンジェリーク）（風之守護聖藍迪）

1996年
- 安琪莉可Special2（日语：アンジェリークSpecial2）（風之守護聖藍迪）
- 星際鬥劍（日语：スターグラディエイター）（隼人）
- 鬥神傳3（日语：闘神伝3）（亞珀／韋爾）
- FEDA重製版 ～THE EMBLEM OF JUSTICE～（日语：フェーダ）（布萊安·史泰爾巴特（日语：ブライアン・ステルバート））
- Last Bronx -東京番外地-（日语：ラストブロンクス -東京番外地-）

1998年
- 安琪莉可 -二重奏-（日语：アンジェリーク）（風之守護聖藍迪）
- 安琪莉可 天空的鎮魂歌（日语：アンジェリーク 天空の鎮魂歌）（風之守護聖藍迪）
- 光明與黑暗3三部曲：被狙擊的神之子（米狄奧）
- 光明與黑暗3三部曲：冰壁的邪神宮（米狄奧）
- 英雄傳說III 白髮魔女（庫茨、瑞巴斯）
- 新世代機器人戰記（日语：新世代ロボット戦記ブレイブサーガ）（飛馬戰士）
- 劍魂（真喜志）
- 卒業M ～學生會長的華麗陰謀〜（日语：卒業M）（中本翔）
- 音速小子大冒險（納克魯斯）
- 膝上的同居人（日语：ひざの上の同居人）（小林省吾）
- 純愛騎士（日语：みつめてナイト）（賽爾·涅克賽拉利亞）
- 閃亮銀槍（日语：レイディアントシルバーガン）（五十嵐＝凱）

1999年
- 爆轟炸超人2（日语：爆ボンバーマン2）（暴風王、闇之吐息）
- Herlem Beat -You're The One-（澤村正博）
- 烙印勇士 ～千年帝國之鷹篇 喪失花之章～（凱茲）

2000年
- 安琪莉可 三重奏（日语：アンジェリーク トロワ）（風之守護聖藍迪）
- 音速小子大集合（日语：ソニックシャッフル）（納克魯斯）
- 新世代機器人戰記2（日语：ブレイブサーガ2）（飛馬戰士、迦普）

2001年
- 極點滅殺（丹尼斯·萊利）
- 召喚夜響曲2（雷姆、雷德）
- 音速小子大冒險2（納克魯斯）
- 音速小子大冒險2 正邪之戰（納克魯斯）
- 莉莉的鍊金工房 ～薩爾博格之鍊金術士3～（維爾納·葛蓮登特爾）
- 雷蓋亞 決鬥傳奇（朗格）

2002年
- 通靈王 Spirit of Shaman（李白龍）
- 超級機器人大戰IMPACT（日语：スーパーロボット大戦IMPACT）（神江宇宙太）
- 劍魂II（真喜志）
- 聖石小子 ～未完的秘石～（傑剛）

2003年
- 安琪莉可 Etoile（日语：アンジェリーク エトワール）（風之守護聖藍迪）
- 惡魔城 無罪的嘆息（里昂·貝爾蒙多）
- 通靈王 Soul Fight（李白龍）
- 索尼克大冒險DX（納克魯斯）
- 音速小子對戰（日语：ソニックバトル）（納克魯斯）
- 音速小子群英會（日语：ソニック ヒーローズ）（納克魯斯）
- 最終幻想X-2（努吉）

2004年
- 空戰雄鷹 藍翼騎士（日语：エアフォースデルタ#エアフォースデルタ ブルーウィングナイツ）（笹井一也）
- 光明之淚（弗藍貝裘）
- 音速小子Advance 3（納克魯斯）
- 火影忍者 木葉的忍者英雄們2（藥師兜）
- 烙印勇士 ～千年帝國之鷹篇 聖魔戰記之章～（凱茲）
- 洛克人X 指令任務（史派德）

2005年
- 音速小子暗影 The Hedgehog（納克魯斯）
- 真·三國無雙4（曹丕）
- 真·三國無雙4 猛將傳（曹丕）
- STAMP OUT（中谷榮）
- 聖鬥士星矢 聖域十二宮篇（日语：聖闘士星矢 聖域十二宮編）（水瓶座卡妙）
- 劍魂III（真喜志）
- 第3次超級機器人大戰α 終焉之銀河（熱氣巴薩拉）
- 數位惡魔傳說 天魔變2（ロアルド）
- 火影忍者（藥師兜）
  - 激鬥忍者大戰！4
  - 木葉的忍者英雄們3

2006年
- 魔塔大陸 在世界終結續詠詩篇的少女（傑克·漢密爾頓、曇助）
- 櫻一丁目一番地（雷蒙德·李·巴拉克里休南）
- JoJo的奇妙冒險 幻影血脈（布拉霍）
- 真·三國無雙4 Empires（曹丕）
- 斯巴達戰士 ～古希臘英雄傳～（日语：スパルタン 〜古代ギリシャ英雄伝〜）（斯巴達）
- 音速小子（納克魯斯）
- 音速小子滑板競速（日语：ソニックライダーズ）（納克魯斯）
- 火影忍者 終極英雄 攜帶版 無幻城之卷（藥師兜）
- 女神異聞錄3（隆也）

2007年
- （安倍成親）
- 真·三國無雙5（曹丕）
- 超級機器人大戰OG ORIGINAL GENERATIONS（亞克賽爾·阿爾瑪）
- 超級機器人大戰OG外傳（亞克賽爾·阿爾瑪）
- 聖鬥士星矢 冥王十二宮篇（日语：聖闘士星矢 冥王ハーデス十二宮編）（水瓶座卡妙）
- 音速小子與秘密的戒指（日语：ソニックと秘密のリング）（納克魯斯）
- 火影忍者疾風傳（藥師兜）
  - 激鬥忍者大戰！EX2
  - 終極覺醒
  - 終極覺醒2
- Fate系列（Lancer）
  - 走出戶外！超時空紛爭花札大作戰（日语：とびだせ!トラぶる花札道中記）
  - Fate/stay night [Realta Nua]
  - Fate/tiger colosseum
- 瑪利歐&音速小子 AT 北京奧運（納克魯斯）[注 4]
- 無雙OROCHI（曹丕）
- 校園剋星（井之原真人）

2008年
- 純情羅曼史 ～心動戀愛大作戰～（日语：純情ロマンチカ 〜恋のドキドキ大作戦〜）（草間野分）
- 超級機器人大戰A 攜帶版（亞克賽爾·阿爾瑪、神江宇宙太）
- 音速小子滑板競速流星故事（日语：ソニックライダーズ シューティングスターストーリー）（納克魯斯）
- 火影忍者疾風傳 激鬥忍者大戰！EX3（藥師兜）
- 夢幻之星0（日语：ファンタシースターZERO）（凱[29]）
- Fate/unlimited codes（Lancer）
- Fate/tiger colosseum Upper（Lancer）
- BLEACH ～靈魂嘉年華～（諾伊特拉·吉爾加）
- BLEACH 聖戰對決（諾伊特拉·吉爾加）
- BLEACH ～炙熱之魂5～（日语：BLEACH 〜ヒート・ザ・ソウル〜）（諾伊特拉·吉爾加）
- 超時空要塞 邊疆王牌（日语：マクロスエースフロンティア）（熱氣巴薩拉）
- 無雙OROCHI 蛇魔再臨（曹丕）
- 世界毀滅 ～被引導的意志～（拉吉夫）

2009年
- 秘境探險2：盜亦有道（哈利·費林）
- 音速小子與黑暗騎士（日语：ソニックと暗黒の騎士）（納克魯斯）
- 純愛手札4（古我良平）
- 火影忍者疾風傳 終極覺醒3（藥師兜）
- BLEACH ～靈魂嘉年華2～（諾伊特拉·吉爾加）
- BLEACH ～炙熱之魂5～（諾伊特拉·吉爾加）
- 超時空要塞 終極邊疆（日语：マクロスアルティメットフロンティア）（熱氣巴薩拉）
- 瑪利歐和音速小子在溫哥華冬季奧林匹克運動會（日语：マリオ&ソニック AT バンクーバーオリンピック）（納克魯斯）[注 4]
- 無雙OROCHI Z（曹丕）
- 校園剋星 Converted Edition（井之原真人）
- Shounen Sunday Vs. Shounen Magazine （美堂蠻）

2010年
- 魔塔大陸3 終結世界的少女詩歌（傑克·漢密爾頓）
- 黑豹 人中之龍新章（新城零司）
- 忍者亂太郎：學園對抗戰方塊之卷！（七松小平太）
- Fate/EXTRA（Lancer）
- BLEACH ～炙熱之魂6～（諾伊特拉·吉爾加）
- 北斗無雙（沙烏剎（日语：サウザー (北斗の拳)））
- 無限邊疆EXCEED 超級機器人大戰OG傳奇（日语：無限のフロンティアEXCEED スーパーロボット大戦OGサーガ）（亞克賽爾·阿爾瑪）

2011年
- 死神與少女（日语：死神と少女）（蒼）
- 真·三國無雙6（曹丕）
- 真·三國無雙6 Special（曹丕）
- 真·三國無雙6 猛將傳（曹丕）
- 聖鬥士星矢戰記（日语：聖闘士星矢戦記）（水瓶座卡妙）
- DEAD OR ALIVE Dimensions（李強）
- 羅特列克博士和忘卻的騎士團（傑克瑪莉·維多克）
- 特洛伊無雙（阿喀琉斯）
- BLEACH 靈魂引爆（諾伊特拉·吉爾加）
- 超時空要塞 三角邊疆（日语：マクロストライアングルフロンティア）（熱氣巴薩拉）
- 無雙OROCHI 2（曹丕、阿基里斯）

2012年
- 假面騎士全集合騎士世代2（日语：オール仮面ライダー ライダージェネレーション）（假面騎士骷髏）
- 假面騎士 超Climax Heroes（假面騎士骷髏）
- 光明之刃（斯雷普尼爾）
- 真·三國無雙6 Empires（曹丕）
- 真·三國無雙 VS（曹丕）
- 真·北斗無雙（沙烏剎[30]）
- 第2次超級機器人大戰Z 再世篇（熱氣巴薩拉）
- DEAD OR ALIVE 5（李強[31]）
- 無雙OROCHI2 Special（曹丕、阿基里斯）
- 無雙OROCHI2 Hyper（曹丕、阿基里斯）
- 人中之龍5 夢 實踐者（釘原廣志）

2013年
- 假面騎士：鬥騎大戰（日语：仮面ライダー バトライド・ウォー）（假面騎士骷髏）
- 真·三國無雙7（曹丕[32]）
- 真·三國無雙7 猛將傳（曹丕[33]）
- 超級機器人大戰OG INFINITE BATTLE（克塞爾·阿爾瑪[34]）
- 聖鬥士星矢 英勇鬥士（日语：聖闘士星矢 ブレイブ・ソルジャーズ）（水瓶座卡妙）
- 音速小子：失落世界（日语：ソニック ロストワールド）（納克魯斯）
- DEAD OR ALIVE 5 ULTIMATE（李強[35]）
- 火影忍者疾風傳 終極風暴3（藥師兜）
- Fate/EXTRA CCC（Lancer[36]）
- 超時空要塞30 連繫銀河的歌聲（日语：マクロス30 銀河を繋ぐ歌声）（熱氣巴薩拉[37]）
- 信長之野望·創造（織田信長）
- 無雙OROCHI2 Ultimate（曹丕）

2014年
- 假面騎士：鬥騎大戰II（假面騎士骷髏）
- 混沌之環3 前傳三部曲（[38]）
- 真·三國無雙7 Empires（曹丕）
- 音速小子&SEGA 超級巨星大賽車：變形（日语：ソニック&オールスターレーシング トランスフォームド）（納克魯斯）
- 音速小子音爆（日语：ソニックトゥーン）（納克魯斯）
- 第3次超級機器人大戰Z 時獄篇（熱氣巴薩拉）
- 火影忍者疾風傳 終極風暴革命 REVOLUTION（藥師兜[39]）
- Fate/hollow ataraxia（Lancer[40]）
- 人中之龍 維新！（山崎烝[41]）

2015年
- 安琪莉可 Retour（風之守護聖藍迪[42]）
- 碧藍幻想（健治、結城達也）
- 聖鬥士星矢 鬥士之魂（水瓶座卡妙）
- 第3次超級機器人大戰Z 天獄篇（熱氣巴薩拉）
- DEAD OR ALIVE 5 LAST ROUND（李強[43]）
- Fate/Grand Order（庫夫林、俄里翁[44]）

2016年
- 假面騎士全集合 騎士革命（假面騎士骷髏）
- 假面騎士 超Climax Heroes（假面騎士骷髏）
- Hortensia Saga -蒼之騎士團-（Lancer[45]）
- 假面騎士：鬥騎大戰創生（假面騎士骷髏）
- 問答RPG 魔法使與黑貓維茲（熱氣巴薩拉[46]）
- 召喚夜響曲6 消逝的境界（日语：サモンナイト6 失われた境界たち）（梅爾基特斯[47]）
- 超級機器人大戰OG THE MOON DWELLERS（亞克賽爾·阿爾瑪）
- 火影忍者疾風傳 終極風暴4（藥師兜[48]）
- Fate/EXTELLA（庫夫林[49]）
- 超時空要塞Δ緊急出擊（日语：マクロスΔスクランブル）（熱氣巴薩拉[50]）
- BLEACH: Brave Souls（諾伊特拉·吉爾加）

2017年
- 唱吧！超時空要塞手機DeCulture（日语：歌マクロス スマホDeカルチャー）（熱氣巴薩拉）

2018年
- #COMPASS 【戰鬥神意解析系統】（イスタカ）
- 真·三國無雙8（曹丕[51]）
- Hop Step 躍獵者（ハルタ）
- Fate/Arcade（庫夫林、俄里翁）
- Fate/EXTELLA LINK（庫夫林[52]
- 任天堂明星大亂鬥 特別版（納克魯斯）
- 無雙OROCHI 3（曹丕）

2019年
- DEAD OR ALIVE 6（李強[53]）
- 音速小子 搭檔組隊大賽車（納克魯斯）
- 無雙OROCHI 3 Ultimate（曹丕、阿基里斯）

2020年
- 怕痛的我，把防禦力點滿就對了～Line Wars！～（多拉古[54]）
- 惡魔之魂（“大布袋”托馬斯）

2023年
- Fate/Samurai Remnant（无主Lancer）

2024年
- 女神異聞錄3 Reload（神贵隆哉）

2025年
- 崩壞:星穹鐵道（Lancer（Fate/stay night聯動角色））

### 柏青哥、角子機
- 角子機金肉人 ～金肉星王位爭奪篇～（日语：パチスロキン肉マン）（傑羅尼莫（日语：ジェロニモ (キン肉マン)））

### 外語配音
※作品依英文名稱及英文原名排序。

#### 演員
瓦昆·菲尼克斯
- 神鬼戰士（康茂德）※影碟版。
- 刺激1998（英语：Return to Paradise (1998 film)）（劉易斯·麥克布賴德）
- 天兆（邁瑞·海斯）※機內上映版。

強尼·李·米勒
- 神鬼大反撲（英语：Dracula 2000）（西蒙·謝潑德）
- 網路駭客（英语：Hackers (film)）（戴德·墨菲）
- 愛、榮譽和服從（英语：Love, Honour and Obey）（強尼）

塞思·格林
- 王牌大賤諜系列（史考特·邪惡（英语：Scott Evil））
  - 王牌大賤諜
  - 王牌大賤諜2：時空賤諜007
  - 王牌大賤諜3：夠MAN吧
- 第六感追緝令2（亞當·塔瓦斯〈休·丹西〉）

史蒂芬·杜夫
- 在某處（強尼·馬爾科）
- 末路狂瀾（英语：Steal (film)）（斯利姆）
- 足跡追蹤（英语：Tomorrow You're Gone）（查理·蘭金）

#### 電影
- 24小時：末路重生（英语：24 Hours to Live）（吉姆·莫羅〈保羅·安德森〉）
- 瘋狂謀殺計劃（英语：2 Days in the Valley）（阿爾文·斯特雷耶〈傑夫·丹尼爾〉）
- 9/11（英语：9/11 (2017 film)）（杰弗里·凱奇〈查理·辛〉）
- 夢想成真（日语：石ころの夢）[注 5]
- 異形2（德韋恩·希克斯〈比爾·派斯頓〉）※新DVD、BD版。
- 愛情像母狗（奧克塔維奧〈蓋爾·賈西亞·貝納〉）
- 天使A（英语：Angel-A）（安德烈·穆薩〈賈梅·德布茲〉）
- 壞男孩（唐納德）
- 鬼娃新娘（傑西〈尼克·斯塔比爾〉）
- 半熟少年激殺案（英语：Bully (2001 film)）（唐尼·塞梅內克〈邁克爾·皮特〉）
- 我家也有貝多芬2（英语：Beethoven's 2nd (film)）（泰勒·德弗羅〈阿什莉·翰密爾頓〉）
- 危險性遊戲（塞巴斯蒂安·瓦爾蒙特〈瑞恩·菲利普〉）
- 冰上特攻隊（英语：D3: The Mighty Ducks）（院長波特曼〈阿隆·羅〉）
- 豬頭晚餐（英语：Dinner for Schmucks）（基蘭·沃拉德〈傑梅奈·克萊門特〉）
- 雙截龍（英语：Double Dragon (film)）（李比利〈斯科特·沃爾夫〉）
- 夜戀（英语：Evening (film)）（巴迪·維滕伯恩〈休·丹西〉）
- 老師不是人（澤克泰勒〈喬許·哈奈特〉）※富士電視台版。
- 驚奇4超人（霹靂火／強納森·“強尼”·史東〈克里斯·埃文斯〉）※影碟版。
- 驚奇4超人：銀色衝浪手現身（霹靂火／強納森·“強尼”·史東〈克里斯·埃文斯〉）
- 特警新人類（異形〈李璨琛〉）
- 驚天動地60秒（托比〈威廉·李·史考特〉）※影碟版。
- 在線的戰慄（英语：Halloween: Resurrection）（魯迪·格蘭姆斯〈肖恩·帕特里克·托馬斯〉）
- 致命檔案（英语：Hidden Agenda (1990 film)）（索尼）
- 終極人質（英语：Hostage (2005 film)）（丹尼斯·凱利〈喬納森·塔克〉）※朝日電視台版。
- 是誰搞的鬼（巴里可斯〈瑞恩·菲利普〉）※影碟版。
  - 到底是誰搞的鬼
  - 又是誰搞的鬼（蘭斯·瓊斯〈本·伊斯特（英语：Ben Easter）〉）
- 娘子漢大丈夫（吉米·金寶〈羅德里格·桑托羅〉）
- 暴力山谷（英语：In a Valley of Violence）（吉利·馬丁〈詹姆士·蘭森〉）
- 鍋蓋頭（克利斯·克魯格〈盧卡斯·布萊克〉）
- 迫在眉梢（米奇·奎格利〈蕭恩·哈特西〉）※日本電視台版。
- 天魔約書亞（英语：Joshua (2007 film)）（布拉德·凱恩〈山姆·洛克威爾〉）
- 移動世界（馬克·科博爾德〈泰迪·鄧恩〉）※朝日電視台版。
- 亞瑟王（坎里克（英语：Cynric）〈蒂爾·施魏格爾〉）
- 星際禁區（英语：The Last Days on Mars）（文森·坎貝爾〈李佛·薛伯〉）
- 倒數毀滅 (2008年電影)（利昂內爾·維爾尼〈聖地亞哥·克雷格〉）
- 天降奇兵（湯姆·索亞〈夏恩·威斯特 〉）
- 衝破顛峰（英语：Lords of Dogtown）（托尼·阿爾瓦（英语：Tony Alva）〈維克托·拉蘇克（英语：Victor Rasuk）〉）
- 軍火之王（維塔利·奧洛夫〈傑瑞德·萊托〉）
- 不需要愛情的夏天（米奇）
- 火星救援（馬克·沃特尼〈馬特·戴蒙〉）
- 莫里斯的情人（亞歷克·斯庫德〈魯珀特·格雷夫斯〉）
- 一吻定江山（羅伯·蓋勒〈大衛·阿奎特〉）※WOWOW版[注 6]。
- 特遣隊出擊（英语：Navy SEALs (film)） ※朝日電視台版。
- 麻醉性謀殺（英语：Novocaine (film)）（杜恩·艾維〈斯科特·凱恩〉）
- 愛情DIY（英语：The Other Sister）（丹尼爾·麥馬漢〈喬瓦尼·瑞比西 〉）
- 雷霆天劫 (2003年電影)（哈維爾）
- C.I.A.追緝令（英语：The Recruit）（札克〈蓋布瑞·馬赫特〉）
- 重返猛鬼屋（英语：Return to House on Haunted Hill）（保羅〈湯姆·萊利（英语：Tom Riley (actor)）〉）
- 辣妹青春（英语：Riding in Cars with Boys）（成人的傑森·哈塞克〈亞當·加西亞〉）
- 一夜狂奔（丹尼·麥奎爾〈波伊德·霍布魯克〉）
- 驚聲尖叫（藍迪·麥克斯〈傑米·肯尼迪〉）
- 驚聲尖叫2（藍迪·麥克斯〈傑米·肯尼迪〉）
- 奔騰年代（瑞德·波拉德（英语：John "Red" Pollard）〈托比·馬圭爾〉）
- 天兆（邁瑞·海斯〈華堅·馮力士〉）※機內上映版。
- 小鬼大間諜3：遊戲結束（英语：Spy Kids 3-D: Game Over）（瑞茲）
- 特務愛很大（富蘭克林·佛斯特〈克里斯·潘恩〉）
- 捍衛戰士（瑞克·尼文〈惠普·哈柏雷（英语：Whip Hubley）〉）※影碟版。
- 不羈聖誕夜（英语：Unaccompanied Minors）（扎克·范·波爾克〈威爾默·瓦德拉瑪〉）
- Live殺人網站（艾瑞克·波克斯〈比利·柏克〉）
- 主力難當（英语：Varsity Blues (film)）（溫德爾·布朗〈伊利爾·史溫頓〉）
- 奪命解碼（英语：Vidocq (2001 film)）（艾蒂安·布瓦賽〈吉繞姆·科奈特〉）
- 夜魔女（英语：Watch the Shadows Dance）（蓋伊·鄧肯）
- 音浪青春（詹姆斯·里德〈韋斯·本特利〉）
- 西城故事（利夫·洛頓〈魯斯·譚柏林（英语：Russ Tamblyn）〉）※東京電視台版。
- 水瓶座女孩（伊恩·華萊士〈奧利佛·詹姆士〉）

#### 電視影集
- 24 (第3季)（追逐埃德蒙茲〈詹姆斯·貝吉·戴爾〉）
- 大西洋帝國
- 逝者之證（史蒂文·伯內特）
- 兄弟姐妹（查德）
- 火線警告（提姆）
- 追蹤（英语：Chase (2010 TV series)）（梅森博伊爾〈崔维斯·費米爾〉）
- 鐵證懸案 (第6季)（帕特里克·倫諾斯）
- 末世黑天使 (第2季)（扎克〈威廉·格雷戈里·李〉）※朝日電視台版。
- 墮落街傳奇（英语：The Deuce (TV series)）（CC〈加里·卡爾〉）
- 急診室的春天[注 7]（戴爾·埃德森〈馬修·格雷夫〉）
- 歡樂滿屋（瑞安、毒蛇）
- 歡樂再滿屋（英语：Fuller House (TV series)）（毒蛇）
- 高地（英语：The Heights (TV series)）（艾力斯）
- 華政（光海君〈車勝元〉[55]）
- 愛卡莉（戈登·伯奇）
- 傑克和吉爾（小鳥）
- 洛杉磯消防員（英语：L.A. Firefighters）（彼得〈高聖遠〉）
- 重返犯罪現場 (第7季)（薩伊夫·伊本·阿爾萬王子）
- 重返犯罪現場：洛杉磯（納特·蓋茨〈彼得·坎博〉）
- 重返犯罪現場：紐奧良 (第2季)（卡爾·巴蒂斯特）
- 靈媒緝凶 (第7季／The Final)
- 心計 (第2季)（維克多·班迪諾〈凱文·阿歷詹卓〉）
- 新聞編輯室（唐·基弗〈托馬斯·薩多斯基〉）
- 童話鎮（尼爾·卡西迪／貝爾菲爾〈麥克·雷蒙-詹姆士〉）
- 太平洋戰爭（愛德華·“鄉巴佬”·瓊斯中尉）
- 泛美之旅
- 疑犯追踪（斯科特鮑威爾〈邁克沃特福德飾演〉）
- 金剛戰士S.P.D.（德魯／吉加尼斯）
- 魔法少女薩琳娜 (第5季以降)（英语：Sabrina the Teenage Witch (TV series)）（邁爾斯·古德曼〈特雷弗·里紹爾〉）
- 搖滾教室 (電視影集版)（英语：School of Rock (TV series)）（杜威芬老師〈托尼·卡瓦萊羅主演〉[56]）
- 天蠍（第1季：馬庫斯·布朗森〈里克·拉達尼羅〉、第2季：男性）
- 幽浮入侵（英语：Taken (miniseries)）（查理·凱斯〈亞當考夫曼〉）
- 失蹤現場（柯爾）

#### 動畫
- 聯合縮小兵（披薩王國店員）
- 蝙蝠俠：智勇悍將（Booster Gold）
- 奪旗（Richard Carson）
- 麻辣女孩（Eric／Synthodrone#901）
- 小美人魚2：重返大海（小比目魚〈Cam Clarke 配音〉）
- 愛x死x機器人（XBOT4000／三個機器人）
- 彩虹小馬：友情就是魔法（Spot）
- 音速小子 (電影動畫)（納克魯斯[57]）
- 湯瑪士小火車（Tom Tipper）
- 變形金剛系列
  - 百變金剛：重機械系列（StarScream、Oracle、Drone軍團）
  - 變形金剛進化版（Swindle）

### 特攝影集
1993年
- 電光超人古立特（武史使用電腦的聲音）

2005年
- 劇場版 假面騎士：響鬼與七人的戰鬼（一隅的聲音）

2007年
- 假面騎士電王（蠍子意魔人的聲音）

2011年
- 假面騎士OOO（美味翼龍（雄）的聲音）

2014年
- 烈車戰隊特急者（路克的聲音）

2016年
- 動物戰隊獸王者（邦葛雷的聲音）

### 實境
- 安琪莉可（日语：アンジェリーク） 回憶錄 10th ～Sweet Celebration～
- 卒業M（日语：卒業M#OVA MVP E.M.U music video）&E.M.U系列
- 新羅曼史祭
- 新羅曼史祭2
- 新羅曼史祭8
- 新羅曼史祭10
- 新羅曼史祭 安琪舞會
- 新羅曼史祭LIVE 2003 Spring
- 新羅曼史祭LIVE 2003 Autumn
- 新羅曼史祭LIVE 2005 Winter
- 新羅曼史祭LIVE 2008 Summer
- 花之聲優界！明星☆保齡球 新春吠吧笑吧大暴投特別節目（日语：花の声優界! スター☆ボウリング#第2弾）
- 超時空要塞7 PLUS 「Fire Bomber 1st. Live」

### 廣播節目
※記號表示說明網路廣播。
- 延年&留美的點到為止電台（日语：延年&留美の寸止めラジオ）（1997年7月3日－1998年6月25日，東海電台（日语：東海ラジオ放送））
- 校園剋星R（日语：リトルバスターズ!R）（2012年10月5日－2014年9月12日，HiBiKi Radio Station（日语：HiBiKi Radio Station）、音泉）※

### 廣播劇
- NHK-FM
  - 青春冒險（日语：青春アドベンチャー） 「扳機」（伊瓦夫、傑克）
  - FM劇場（日语：FMシアター） 「弘正日」（康本正一）
- 青山二丁目劇場（日语：青山二丁目劇場） 原聲廣播劇「海邊的烘焙屋」（相澤賢一）
- 人造人009 誕生篇（004〈亞柏特·海恩利希〉）
- 「花之慶次 ～雲的彼端～」“琉球之章”（卡洛斯）

### CD

#### 廣播劇CD
- 惡魔的默示錄（穗高連）
- 有惡靈在的教室（緒方克巳）
- Anime店長B'店長候補生（日语：アニメ店長B'店長候補生） Drama&Radio Talk Album 研修報告Vol.2（西岡一也）
- 魔塔大陸（傑克）
  - 魔塔大陸 第1卷 side.歐麗卡
  - 魔塔大陸 第2卷 side.彌紗
- 安琪莉可系列（藍迪）
  - 安琪莉可 ～光明與黑暗的薩克力亞〜
  - 安琪莉可 ～戀愛是PUSH&PUSH！～
  - 安琪莉可 ～你眼中的夢天使～
  - 安琪莉可 ～沒有魅力的聖少女～
  - 安琪莉可外傳 ～無限音階～
  - 安琪莉可外傳2 ～緋之輪郭～
  - 安琪莉可外傳3 ～禁域之鏡～
  - 安琪莉可外傳4 ～虹之記憶～
  - 安琪莉可Special2　第2話 ～夢見二個太陽～
  - 安琪莉可Duet ～飛空都市物語～
  - 安琪莉可 Radio Drama 1 ～再見，迷宮～
  - 安琪莉可 Radio Drama 3 ～聖地圓舞曲～
  - 戀愛天使安琪莉可 原聲廣播劇CD 一時的聖地 ～神鳥篇～
- 電擊CD文庫EX 魔域幽靈 ～The Night Warriors～（加倫（日语：ガロン (ヴァンパイア)））
- AIR 第7巻 SUMMER（柳也）
- 魔法使物語之銀枝傳奇（日语：オリスルートの銀の小枝） 形象專輯（文生）
- 恐怖驚魂夜 CD廣播劇（美樹本洋介）
- 機甲警察金屬傑克系列（神崎健）
  - 機甲警察金屬傑克 「Count Down」
  - 機甲警察金屬傑克 「HARD PLAY」
  - 機甲警察金屬傑克 「PARTY JACK」
- 機動戰士鋼彈 第08MS小隊 REPORT.1 所需時間3時間23分（強尼·中溝）
- 廣播劇CD系列（班傑明·巴克）
- 閃靈二人組系列（美堂蠻）
  - 閃靈二人組 TARGET G·B
  - 閃靈二人組 神的記述篇1 ～Divine Revelation～
  - 閃靈二人組 神的記述篇2 ～the place of a god's death～
  - 閃靈二人組 奪回瑪琳雷德！ ～Legend of Vampire～
  - 閃靈二人組 奪回永遠的羈絆！篇1 ～Beast Howling～
  - 閃靈二人組 奪回永遠的羈絆！篇2 ～Bug's Karma～
  - 閃靈二人組 奪回永遠的羈絆！篇3 ～the origin～
- 幸運男子 -幸運小子-（日语：幸運男子 -ラッキーくん-#ドラマCD）（松峰）
- 夢回綠園 ～綠林推理“"忍失踪事件!?”（老師）
- 彩雲國物語系列（鄭悠舜）
  - 彩雲國物語 廣播劇CD 第三卷 「大家一早往目標前進」
  - 彩雲國物語 2nd系列 廣播劇CD 1－3 番外篇
- 召喚夜響曲 那天的碎片 前篇（梅爾基特斯）
  - 召喚夜響曲 那天的碎片 後篇
- 三千世界鴉殺盡（日语：三千世界の鴉を殺し）系列（卡亞·尼扎里）
  - 三千世界鴉殺盡 1－4、6
  - 三千世界鴉殺盡5 前篇
  - 三千世界鴉殺盡5 後篇
  - 三千世界鴉殺盡 小說《Wings》50號紀念 應募者全員服務迷你廣播劇CD
  - 三千世界鴉殺盡 小說《Wings》2008年冬季號 特別收錄★迷你廣播劇CD
- CD廣播劇精選集 三國志（日语：CDドラマコレクションズ 三國志）系列（關平
  - 第一部 
  - 第二部 「諸葛亮征嵐傳 一之卷」
  - 三國志DX 「DX1 結集篇 五虎龍鳳之卷」
- 少年陰陽師系列（安倍成親）
  - 少年陰陽師 風音篇 廣播劇CD 第四卷 
  - 少年陰陽師 天狐篇 廣播劇CD 第一卷 
- 少年魔法士（日语：少年魔法士） 破幻之眼 ACT.1（勒維）
  - 少年魔法士 破幻之眼 ACT.2
- 超級機械人大戰OG -The Inspector- 廣播劇CD vol.2（亞克賽爾·阿爾瑪）
- 超級機器人大戰OG×無限邊疆 特別廣播劇&原聲帶Disc（日语：無限のフロンティアEXCEED スーパーロボット大戦OGサーガ）（亞克賽爾·阿爾瑪）
- Switch（日语：Switch (naked apeの漫画)） Vol.2 DS篇（澤木）
- SKIP BEAT！華麗的挑戰（不破尚）
- 快打旋風ZERO2外傳II 櫻，最危險的文化祭（友田裕司）
- 卒業M（日语：卒業M#ドラマCD）系列（中本翔）
- 真假茱莉葉（三浦龍矢）
  - 真假茱莉葉 stage II
- 超人洛克（日语：超人ロック） Cosmic Game（傑夫）
- 超魔神英雄傳 廣播劇專輯系列（多納魯卡米·多蘭）
- 系列（飛龍）
- 電腦戰隊VOOGIE'S★ANGEL（日语：電脳戦隊ヴギィ'ズ★エンジェル）系列（里昂·庫迦）
- 天馬的血族 CRYSTAL LORD OPERA 系列（洛特）
- 轟天突擊隊 「史上最大作戰」（水島一純）
  - 轟天突擊隊 Vol.2 
- 皇龍騎士團 廣播劇專輯（狼手下）
- 忍者亂太郎系列（七松小平太）
  - 二之卷、三之卷
  - 體育委員會之卷
  - 六年級之卷
  - 綠組之卷 ～上卷～
  - 綠組之卷 ～下卷～
- 高速交通隊（日语：高速エイジ）（四堂狼）
- PATHWAY FOR SANTA CLAUS ～～
- 在腿上的同居人（日语：ひざの上の同居人） ～～（小林省吾）
  - 在腿上的同居人 ～～
- 火焰之紋章 啟程之章（日语：ファイアーエムブレム 旅立ちの章）（阿貝爾）
- 最終幻想：無限 After2 （風）
- Fate/Grand Order First Take（主播）
- Fate/hollow ataraxia 廣播劇CD （Rider）[注 8]
- 放學後一起來推理（勝田用務員）
- BOYS BE… 新恋愛白書（岡本健太郎）
- 我的真理美眉（日语：ぼくのマリー）系列（田中）
- 超時空要塞7系列（熱氣巴薩拉）
  - 超時空要塞7 Docking Festival ～用歌拯救銀河!?～（日语：マクロス7 ドッキングフェスティバル 歌は銀河を救う）
  - 超時空要塞7 CD劇場
  - 超時空要塞7 Trash 廣播劇
- Money Idol Exchanger（日语：マネーアイドルエクスチェンジャー） CD廣播劇（翁、旁白）
- 水的守護神 -Guardian-（ニレアス）
- 宮澤賢治物語 ～不怕風不怕雨（日语：雨ニモマケズ）～
- 無限邊疆EXCEED×超級機器人大戰OG傳奇 特別廣播劇CD「無限的扉繪」（日语：無限のフロンティアEXCEED スーパーロボット大戦OGサーガ）（亞克賽爾·阿爾瑪）
- （武林哲平）
- Last Bronx -東京番外地-（日语：ラストブロンクス -東京番外地-）廣播劇系列（港野拳）
- RIOT（日语：士貴智志） 夕陽に落ちる星（ビリィ·ザ·キッド）
- 圈套（日语：リング (鈴木光司の小説)#ラジオドラマ）（榊原友和）
- 羅德斯島戰記6 復仇的霧（蘇特拉爾）
- 羅德斯島戰記 -英雄騎士傳- 廣播劇專輯（帕恩）
- WILD☆ACT（日语：高田りえ）（江波龍）

#### BLCD
- 愛的才能（尾崎正能）
- 香甜融點（橋爪恭司）
- YEBISU Celebrities（日语：YEBISUセレブリティーズ）系列（久家有志）
  - YEBISU Celebrities PREMIO
  - YEBISU Celebrities Grand Finale
  - YEBISU Celebrities Encore
- 系列（藤堂崇也）
  - 占欲のスタンス  ～くされ縁の}}法則3～}}
- 自我中心純情（草間野分）
  - 純情
  - 自我中心純情（風間野分）
  - （巡査）
- （田坂）
- （十三）
- STAY 1、2（大木淑也）
- （田中惇）
- 託生同學系列（日语：タクミくんシリーズ） 戀文（駒澤瑛二）
- （深津）
- （藤代明煌）
- P.B.B. -花花公子藍調-（佐野）
- 富士見二丁目交響樂團 Long ago…（シロタユキオ）
- 平八郎天下御免（白次朋哉）
- 水之記憶（星野俊彥）
- 桃色四月少年（草津青司）
- Last Order（高宮明紀）
- 幸運男子 -幸運小子-（日语：幸運男子 -ラッキーくん-#ドラマCD）（松峰）
- LOVE SONG ～半分天使～（目伸一）
- 我與宿舍長的秘密契約（羽住雅人）

#### 廣播、對談CD
- 安琪莉可（日语：アンジェリーク） Radio Talk 3 ～～
- 安琪莉可 歸來的Radio Talk 1
- 安琪莉可 歸來的Radio Talk 3
- 廣播CD 第8卷
- 廣播DJCD Oh！NARUTO NIPPON（日语：NARUTO -ナルト- (ラジオ)） 其之三
- 廣播DJCD Oh！NARUTO NIPPON 其之十四
- Radio Talk 新羅曼史天堂 安琪莉可2
- Radio Talk 新羅曼史天堂 安琪莉可3 初回限定特典CD 
- Radio Talk 新羅曼史天堂 Cure！2、5

### 廣告
- 東京電力 企業CM 我的照片（童星時期，1978年）[58]
- 超級機器人大戰D（熱氣巴薩拉）

### 旁白
- 創造市場
- Tx2SHOW
- 舒適居住自己來 ～DIY入門～（日语：住まい自分流 〜DIY入門〜）
- NNN紀錄片（日语：NNNドキュメント）'06
- V.I.P.─SEAMO─（2008年6月，SPACE SHOWER TV）
- 非小說類（日语：ザ・ノンフィクション）
- NHK高中講座（日语：NHK高校講座）「世界史[59]」

### 其它
- 直到世界的盡頭 ItteQ！（外國人的日語配音）
- 有聲書『教團X』（澤渡）[60]

## 音樂作品

### 單曲
|     | 發行日期       | 單曲名稱            | 規格編號  |
| --- | -------------- | ------------------- | --------- |
| 1st | 1995年4月5日   | DRIVE               | VGVA-2001 |
| 2nd | 2002年10月20日 | very very like it!! | NSR-884   |

### 專輯
|     | 發行日期       | 專輯名稱           | 規格編號  |
| --- | -------------- | ------------------ | --------- |
| 1st | 2001年2月21日  | DRIVE              | VGVA-2001 |
| 2nd | 200210月20日   | 42.195             | NSR-884   |
| 3rd | 2006年4月21日  | 霧笛男 ～～        | NSR-884   |
| 4th | 2009年12月12日 | Starlight Stardust | NSR-884   |

### 福神
- 『DOUBLE CAST』（2008年12月24日）

### 專輯（其它）
- 『FRONTIER』（1995年8月21日）

「Break Out ～Get outta my heart」（with 田中一成）
「GIMME LOVE SHELTER」（with 田中一成）
「45's Record」
- 『PRETTY in WHITE ～～』（1996年11月25日）

（with 草尾毅）
- （1997年9月26日）


- 『零·不死鳥 ～煌～』（2001年7月21日）

「NEVER END」（with 綠川光）
（with 綠川光）
- 『新·百歌聲爛 -男性聲優篇-』（2010年4月14日）

### 角色歌曲CD
- 安琪莉可系列
  - 安琪莉可 FALLIN' LOVE

（藍迪）
  - 安琪莉可 SOIREE

（藍迪）
  - 安琪莉可守護聖精選輯3 藍迪

「EVER GREEN ～～」（藍迪）
  - 安琪莉可 HARMONIA

（守護聖）
  - 安琪莉可 KISS KISS KISS

（藍迪、傑菲爾、馬歇爾）
  - 安琪莉可 White Dream

「I don't know how ～～」（藍迪、傑菲爾）
  - 安琪莉可 永遠的假期 Vol.1 ～La Mer～

（藍迪）
  - 安琪莉可 Sunflower ～from Twin Collection～

（藍迪）
  - 安琪莉可 LOVE CALL

「Cosmic Voyage」（藍迪、傑菲爾、查理）
  - 安琪莉可 'etoile VIOLET

「I CAN」（藍迪）
  - 安琪莉可 'etoile 

（藍迪、馬歇爾、提姆卡）
  - 安琪莉可　Dear My Angel

（藍迪）
  - 戀愛天使安琪莉可 Anniversary Song 「Brand-New World」

「Brand-New World」（藍迪、奧斯卡、傑菲爾、尤依、恩斯特、亞利歐斯）
  - 戀愛天使安琪莉可 角色歌曲 Vol.2 藍迪

「Simple Dimple Smile」（藍迪）
  - 新羅曼史系列♥Duet+安琪莉可

「Love Express」（藍迪、奧斯卡）
- 機甲警察金屬傑克 「PARTY JACK」

「JUST DREAM ON」（神崎健）
（神崎健）
「HOLD ON」（神崎健）
「Cross my heart ～～」（班傑明·巴克）
- 閃靈二人組系列
  - 閃靈二人組 原聲音樂2 「TWINS」

「TWINS」（美堂蠻、天野銀次）
  - 閃靈二人組 TARGET B

「Evil eyes」（美堂蠻）
- 真·三國無雙6 王霸·響歌亂舞

「Silent Phoenix」（曹丕）
- 卒業M（日语：卒業M）系列
  - E.M.U 「Girl」

「R&R Beethoven」（中本翔）
  - E.M.U 「＝（イコール）」

「DESTINATION」（中本翔）
  - E.M.U 「Equal Live Tour」

（中本翔、高城紫門、志村未希麿）
  - E.M.U 「Smile a Go Go！」

「Everything is Mystery」（中本翔、高城紫門、加藤勇祐）
  - 卒業M 「Love Song Collection」

（中本翔）
  - OVA 卒業M 「Song Collection」

（中本翔）
  - 卒業M 角色特輯 「Hey-Hey Bomb-Bomb」

「Hey-Hey Bomb-Bomb」（中本翔）
  - 卒業M & E.M.U 最終專輯 

「Another Face, Another Life」（中本翔）
詳細請參照卒業M（日语：卒業M）、E.M.U
- 超變身俏妞（日语：超くせになりそう） 「白鳥渚 ON STAGE」

（野坂昭、白鳥渚）
- 超魔神英雄傳系列
  - 超魔神英雄傳 RAINBOW4

「Bad Dreamer」（多納魯卡米·多蘭）
  - 超魔神英雄傳 RAINBOW7

（渡社中）
- 夢幻遊戲系列
  - 夢幻遊戲 Characters Vocal Collection 7 翼宿

「Heart」（翼宿）
「Do=Be's」（翼宿）
  - 夢幻遊戲 第二部 

（THTC：鬼宿、星宿、翼宿、井宿）
（翼宿、井宿）
  - 夢幻遊戲 第二部 音盤體系 Special BEST VOCAL COLLECTION

（翼宿）
- BLEACON ～BLEACH CONCEPT COVERS～ 2（日语：ブリコン 〜BLEACH CONCEPT COVERS〜#ブリコン 〜BLEACH CONCEPT COVERS〜 2）

「亂舞的旋律」（諾伊特拉·吉爾加）
- PROJECT ARMS 

（PROJECT ARMS：高槻涼、新宮隼人、巴武士、久留間惠）
「Friend's」（PROJECT ARMS）
- 超時空要塞7 「LIVE FIRE!!」

「突」＜LIVE版＞（巴薩拉、米蓮）
「REMEMBER 16」＜LIVE版＞（巴薩拉）
「PLANET DANCE」＜LIVE版＞（巴薩拉、米蓮）
「LIGHT THE LIGHT」＜LIVE版＞（巴薩拉、米蓮、福山芳樹、Chie Kajiura）

## 腳註

## 外部連結
- 青二Production公式官網的聲優簡介 （页面存档备份，存于）
- （日語）－神奈延年的官方個人部落格。
- 神奈延年的X（前Twitter） （日語）